# Sanejament ecològic
El sanejament ecològic, també conegut com a ecosan o eco-san, és un procés de sanejament d'aigües negres.
Els sistemes ecosan permeten la recuperació de nutrients dels residus orgànics originats de les femta i l'orina humana, per a ser utilitzats en benefici de l'agricultura; contribuint així a conservar la fertilitat del sòl, assegurar la seguretat alimentària per les generacions futures, reduir al mínim la contaminació de l'aigua i recuperar la bioenergia. Asseguren que l'aigua es fa servir econòmicament i es recicla de manera segura en la mesura del possible per a finalitats tals com el reg o la recarrega d'aqüífers.
Segons Esrey et al. (2003) sanejament ecològic pot definir-se com un sistema que:
- Prevé malalties i promou la salut.
- Protegeix el medi ambient i conserva l'aigua.
- Recupera i recicla els nutrients i matèria orgànica.

John Jeavons sosté que "l'orina i la femta de cada persona contenen aproximadament els nutrients necessaris per produir aliments suficients per alimentar a aquesta persona".

## Història dels enfocaments de sanejament orientats a la reutilització
En l'edat mitjana, l'ús d'excretes i aigües grises era la norma. Ciutats europees sofrien una ràpida urbanització i el sanejament s'estava convertint en un problema cada vegada més greu, mentre que al mateix temps, les ciutats s'estaven convertint en una font cada vegada més important de nutrients agrícoles. La pràctica d'utilitzar els nutrients de les excretes i aigües residuals per a l'agricultura per tant, va continuar a Europa fins a mitjan segle xix. Els agricultors, reconeixent el valor de les excretes, estaven ansiosos per obtenir aquests fertilitzants per augmentar la producció i la neteja urbana es beneficiava amb això.

## Objectius
Els principals objectius de sanejament ecològic són:
- Reduir els riscos per a la salut relacionats amb les aigües contaminades i els residus.
- Evitar la contaminació de les aigües superficials i subterrànies.
- Evitar la degradació de la fertilitat del sòl.
- Per optimitzar la gestió dels nutrients i recursos hídrics.

## Avantatges
Els avantatges més importants dels sistemes de sanejament ecològic són:
- Millora de la salut, reduint al mínim la introducció de patògens de l'excreta humana en el cicle de l'aigua.
- Preservació de la fertilitat del sòl.
- Contribució a la conservació dels recursos a través del menor consum d'aigua, la substitució de fertilitzants minerals i la minimització de la contaminació de l'aigua.
- Millora de la productivitat agrícola i la seguretat alimentària.
- La preferència pels sistemes modulars, descentralització parcial del flux de solucions més adequades rendibles adaptats a la situació local.
- Promoció d'un enfocament holístic i interdisciplinari.
- Reciclatge de flux en lloc d'eliminació de valuosos recursos.

## Tecnologies dels sistemes d'ecosan
Un edifici del KfW Bankengruppe a Frankfurt del Meno, Alemanya, utilitza vàters de buit i tractament d'aigües grises. El concepte està basat en una col·lecció d'excretes i aigües grises separades. Si bé l'orina i la femta es recullen a través de vàters de buit i una xarxa de clavegueram al buit utilitzant molta menys aigua per al rentat, les aigües grises de rentada de mans i la cuina és recollida i tractada per separat en un reactor de llots activats compacte combinat amb filtració de membrana. Les aigües grises tractades posteriorment es reutilitzen per a la neteja. La quantitat d'aigües grises es pot reduir en un 76% amb aquest sistema de baix cost que podria ser una de les opcions per als sistemes de sanejament dels edificis d'oficines en ser construïts.
El projecte "Green Goals Urine" promogut per la Candidatura de Benelux per a la Copa Mundial de Futbol 2018-2022, busca aprofitar l'orina que els afeccionats deixarien en els estadis.
També a Alemanya es desenvolupa un centre d'investigacions per reciclar fosfats que produiria 29.000 tones de fertilitzant a l'any. El gruix de les seves entrades provindria de la major mina de fosfat d'Alemanya: els embornals de Berlín.